# Championnat du Sri Lanka de football 2009
Navigation
Saison précédente Saison suivante
La saison 2009 du Championnat du Sri Lanka de football est la vingt-sixième édition du championnat national de première division au Sri Lanka. Les douze meilleures formations du pays sont réparties en deux poules et se rencontrent à deux reprises. À l'issue de la phase régulière, les deux premiers disputent la phase finale pour le titre, tandis que le dernier de chaque poule est relégué en deuxième division.
C'est le Renown Sports Club qui remporte la compétition, après avoir battu Air Force Sports Club lors de la finale nationale. C'est le quatrième titre de champion du Sri Lanka de l'histoire du club.

## Les clubs participants
- Saunders Sports Club
- Renown Sports Club
- Ratnam Sports Club
- Air Force Sports Club
- Jupiter SC
- Army SC
- Negombo Youth Sports Club
- Police SC
- Old Benedictans SC - Promu de Division 2
- New Youngs SC
- Don Bosco Sports Club - Promu de Division 2
- Blue Star Sport Club

## Compétition

### Phase régulière
Le classement est établi sur le barème de points classique (victoire à 3 points, match nul à 1, défaite à 0).
| Rang | Équipe                | Pts | J  | G | N | P | Bp | Bc | Diff |
| ---- | --------------------- | --- | -- | - | - | - | -- | -- | ---- |
| 1    | Renown Sports Club    | 24  | 10 | 7 | 3 | 0 | 36 | 14 | +22  |
| 2    | Air Force Sports Club | 23  | 10 | 7 | 2 | 1 | 19 | 6  | +13  |
| 3    | Ratnam Sports Club    | 16  | 10 | 5 | 1 | 4 | 20 | 10 | +10  |
| 4    | Saunders Sports Club  | 15  | 10 | 4 | 3 | 3 | 13 | 13 | 0    |
| 5    | Jupiter SC            | 5   | 10 | 1 | 2 | 7 | 10 | 32 | -22  |
| 6    | Old Benedictans SCP   | 1   | 10 | 0 | 1 | 9 | 6  | 29 | -23  |

| Rang | Équipe                    | Pts | J  | G | N | P | Bp | Bc | Diff |
| ---- | ------------------------- | --- | -- | - | - | - | -- | -- | ---- |
| 1    | Don Bosco Sports ClubP    | 21  | 10 | 7 | 0 | 3 | 24 | 14 | +10  |
| 2    | Blue Star Sport Club      | 21  | 10 | 6 | 3 | 1 | 20 | 12 | +8   |
| 3    | Police SC                 | 18  | 10 | 6 | 0 | 4 | 22 | 15 | +7   |
| 4    | Army SCT                  | 11  | 10 | 3 | 2 | 5 | 18 | 21 | -3   |
| 5    | New Youngs SC             | 11  | 10 | 3 | 2 | 5 | 13 | 19 | -6   |
| 6    | Negombo Youth Sports Club | 4   | 10 | 1 | 1 | 8 | 10 | 26 | -16  |

|  | Qualification pour la phase finale          |
|  | Relégation en Division 2                    |
|  | T : Tenant du titre P : Promu de Division 2 |

### Phase finale
Toutes les rencontres ont lieu au Sugathadasa Stadium de Colombo.
|  | Demi-finales          | Demi-finales          | Demi-finales          | Demi-finales          |                        |                        | Finale           | Finale           | Finale           | Finale           |
|  |                       |                       |                       |                       |                        |                        |                  |                  |                  |                  |
|  | 14 novembre 2009      | 14 novembre 2009      | 14 novembre 2009      | 14 novembre 2009      |                        |                        | 27 novembre 2009 | 27 novembre 2009 | 27 novembre 2009 | 27 novembre 2009 |
|  | Renown Sports Club    | Renown Sports Club    | 1                     | 1                     |                        |                        | 27 novembre 2009 | 27 novembre 2009 | 27 novembre 2009 | 27 novembre 2009 |
|  | Renown Sports Club    | Renown Sports Club    | 1                     | 1                     |                        |                        | 27 novembre 2009 | 27 novembre 2009 | 27 novembre 2009 | 27 novembre 2009 |
|  | Blue Star Sport Club  | Blue Star Sport Club  | 0                     | 0                     |                        |                        | 27 novembre 2009 | 27 novembre 2009 | 27 novembre 2009 | 27 novembre 2009 |
|  | Blue Star Sport Club  | Blue Star Sport Club  | 0                     | 0                     | Renown Sports Club tab | Renown Sports Club tab | 2 (3)            | 2 (3)            |                  |                  |
|  | 15 novembre 2009      |                       |                       |                       | Renown Sports Club tab | Renown Sports Club tab | 2 (3)            | 2 (3)            |                  |                  |
|  |                       |                       | Air Force Sports Club | Air Force Sports Club | 2 (1)                  | 2 (1)                  |                  |                  |                  |                  |
|  | Don Bosco Sports Club | Don Bosco Sports Club | Air Force Sports Club | Air Force Sports Club | 2 (1)                  | 2 (1)                  | 1                | 1                |                  |                  |
|  | Don Bosco Sports Club | Don Bosco Sports Club |                       |                       |                        |                        |                  | 1                |                  |                  |
|  | Air Force Sports Club | Air Force Sports Club | 2                     | 2                     |                        |                        |                  |                  |                  |                  |
|  | Air Force Sports Club | Air Force Sports Club | 2                     | 2                     |                        |                        |                  |                  |                  |                  |

## Bilan de la saison
| Championnat du Sri Lanka de football 2009                             |                               |
| Champion                                                              | Renown Sports Club (4e titre) |
| Coupes et trophées                                                    |                               |
| Vainqueur de la Coupe du Sri Lanka 2009                               | Navy SC (Division 2)          |
| Qualifications continentales                                          |                               |
| Ligue des champions de l'AFC 2010                                     | Aucun                         |
| Coupe de l'AFC 2010                                                   | Aucun                         |
| Coupe du président de l'AFC 2010                                      | Renown Sports Club            |
| Promotions et relégations                                             |                               |
| Promus en Bristol League                                              | Java Lane SC                  |
| Promus en Bristol League                                              | Kalutara Park SC              |
| Relégués en Championnat du Sri Lanka de football de deuxième division | Old Benedictans SC            |
| Relégués en Championnat du Sri Lanka de football de deuxième division | Negombo Youth Sports Club     |